# Nord-Trøndelag
La contea di Nord-Trøndelag (Nord-Trøndelag fylke in norvegese) era una contea norvegese situata al centro del paese. Confinava con le contee di Nordland a nord e Sør-Trøndelag a sud. La capitale era Steinkjer, una città di circa 20 000 abitanti. Dal 1º gennaio 2018 la contea si è riunita con quella di Sør-Trøndelag nella contea unica del Trøndelag.

## Geografia
La contea di Nord-Trøndelag confinava con il Nordland a nord, Sør-Trøndelag a sud, la Svezia a est e il Mare di Norvegia a ovest. Il capoluogo di contea era la città di Steinkjer, con 20.527 abitanti (2005). Il lago più grande è Snåsavatnet (122 km quadrati, all'incirca come il Lago Trasimeno) e il fiume più grande è il Namsen, uno dei migliori fiumi di salmone in Europa. Altri fiumi di salmone famosi sono Verdalselva e Stjørdalselva. Salvatnet è il secondo lago più profondo d'Europa, con una profondità massima di 482 metri. Stjørdal era la città più grande della contea. Ci sono ospedali locali a Levanger e Namsos.
Una grande parte della popolazione vive vicino al grande Trondheimsfjord, che caratterizza la parte meridionale di questa contea. Nel nord ci sono altri fiordi, tra i principali il Namsenfjord e il Foldafjord. Le aree sulla sponda orientale e nord-orientale del Trondheimsfjord (principalmente a Stjørdal, Frosta, Levanger, Inderøy, Verdal e Steinkjer) sono fertili pianure agricole, con campi di grano e ortaggi. Insieme ai campi di grano nella pianura della Namdalen, oggi costituiscono la zona di coltivazione del grano più settentrionale della Norvegia.

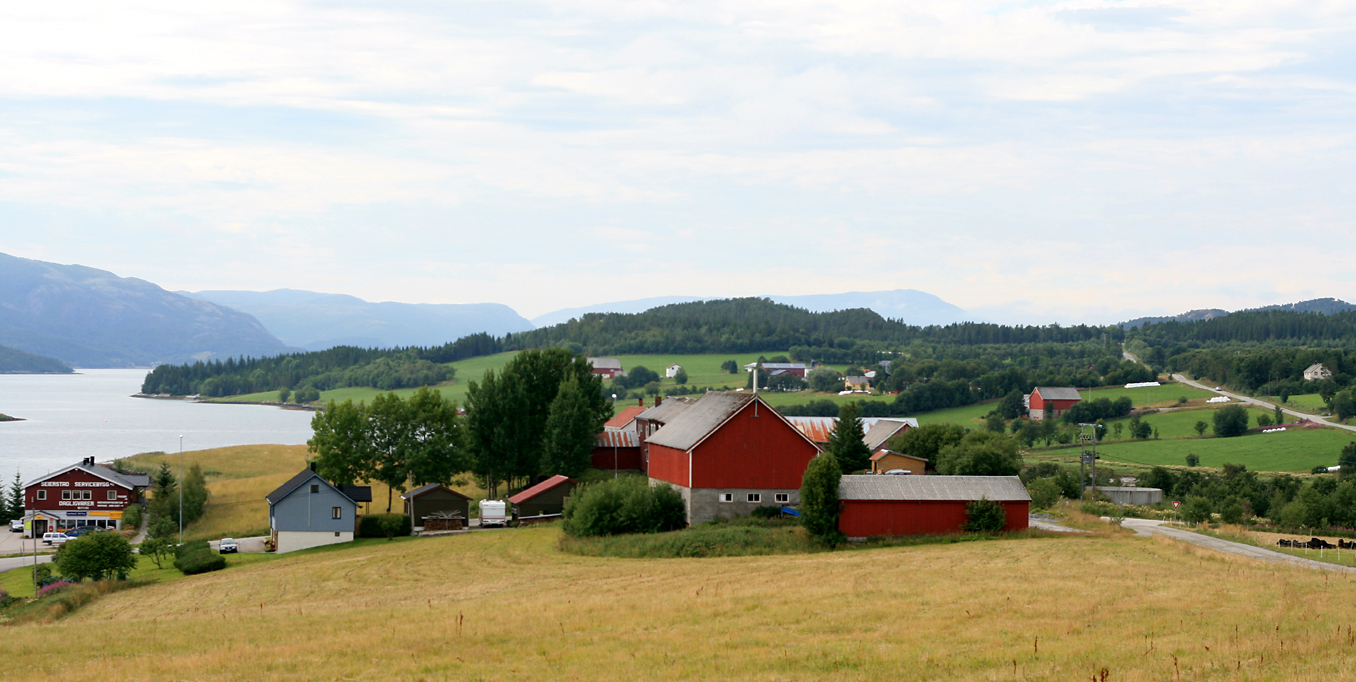
Seierstad a Fosnes

Tuttavia, la foresta dominata da abeti rossi (e alcune betulle) copre un'area molto più ampia e il Nord-Trøndelag era la seconda più grande contea norvegese per produzione di legname (dopo Hedmark). La foresta e gli altopiani nel Nord-Trøndelag sono uno dei pochi posti in Norvegia con quattro specie di cervi (alci, caprioli, cervi rossi e renne). Ci sono montagne vicino al confine con la Svezia e montagne costiere con nuda roccia sulla costa settentrionale. Le foreste di abeti rossi si hanno anche sulla costa, dove alcune aree sono classificate come foresta pluviale temperata.

### Aree protette
Ci sono diversi parchi nazionali il cui territorio è parzialmente o interamente nell'ex contea, tra cui il parco nazionale Blåfjella – Skjækerfjella (uno dei più grandi della Norvegia), il parco nazionale Børgefjell, il parco nazionale Lierne e il parco nazionale di Skarvan e Roltdalen.

## Storia
Le prime persone nel Nord-Trøndelag si stabilirono a Flatanger e Leka tra il 7500 e il 6000 a.C. e migrarono verso nord lungo la costa. Più o meno nello stesso periodo, le persone si spostarono verso l'alto lungo il Trondheimsfjord. I primi agricoltori emigrarono a Stjørdal prima del 2000 a.C. L'agricoltura primitiva si basava principalmente su animali, che consentivano alle persone di rimanere nomadi e combinare l'allevamento e la raccolta. Intorno al 2300-2000 a.C., l'abete rosso si diffuse nella contea e, nel 1300 d.C., il paesaggio era dominato dall'abete rosso come oggi. Durante la prima età del bronzo, dal 1800 al 1000 a.C., furono costruite le prime grandi tombe nell'area del Trondheimsfjord. La prima specie di cereali coltivata fu l'orzo, intorno al 500 a.C., successivamente integrato con altri cereali.
Nel I secolo d.C., l'estrazione del ferro nelle paludi iniziò nelle parti più orientali del paese. Vennero istituite diverse piccole comunità con altiforni, situate a diversi giorni a piedi dalla buona terra agricola, generando commercio e specializzazione professionale. Tuttavia, l'industria mineraria si fermò nel V secolo. Nei secoli successivi, come parte dell'aumento dell'immigrazione dovuta al periodo migratorio, fu introdotto un sistema giudiziario germanico, che fu un ulteriore sviluppo del sistema lanciato durante l'era mineraria. Nel V secolo ebbe luogo la prima organizzazione militare, con costruzioni di piccoli forti. Intorno a questo periodo, l'area fu divisa in contee, con l'attuale Nord-Trøndelag costituito da parti di Stjørdølafylke, Skøynafylke, Øynafylke, Verdølafylke, Sparbyggjafylke e Naumdølafylke. Dal X secolo, il Frostating venne istituito come Thing per tutta l'area del Trondheimsfjord.
Il più grande hof per adorare la mitologia nordica era a Mære ed era un luogo comune per il sacrificio di animali. Nel 997, Olaf I di Norvegia fondò Nidaros (l'attuale Trondheim), a Sør-Trøndelag, e iniziò una serie di attacchi per conquistare Innherred. Per contrastare, i signori della guerra di Innherred stabilirono un mercato a Steinkjer. Nella battaglia di Stiklestad, che ebbe luogo nel 1030, il re Olaf Haraldsson fu ucciso da un esercito contadino in una battaglia per la supremazia sul Trøndelag. Nei decenni successivi, nonostante la sconfitta di Christian Olaf, il Trøndelag fu gradualmente cristianizzato, con la conseguente costruzione di chiese e due monasteri. Nel XIII secolo, le leggi del Frostating vennero codificate, quando ormai tutta la Norvegia centrale era sotto il Thing, che si trasformò in una corte, poi trasferita a Nidaros nel XVI secolo.
Durante l'età vichinga, la popolazione aumentò, raggiungendo le 20.000 persone entro la metà del XIII secolo. La peste nera uccise molte persone e Nordli e Meråker restarono spopolate. I sami emigrarono dal nord nei due secoli seguenti. L'arcivescovo di Nidaros, Olav Engelbrektsson, iniziò a costruire una fortezza a Steinvikholmen a Stjørdal, che fu completata nel 1532 e divenne il centro dell'arcidiocesi. Rimase fino alla Riforma protestante nel 1537, in cui il re rilevò tutti i beni della chiesa nel paese, che costituiva quasi il 40% della terra. Successivamente, il numero di agricoltori autonomi è aumentato. Il XVI secolo vide anche l'inizio dell'esportazione di pesce e legname e furono istituite le prime segherie. Nel XVII secolo, l'amministrazione passò gradualmente da quella dei signori della guerra a Vogt, un rappresentante del re di Copenaghen. Le tasse furono aumentate per finanziare i militari e, nel Nord-Trøndelag, gli agricoltori dovettero unirsi ai militari per combattere la Svezia nel Jämtland.

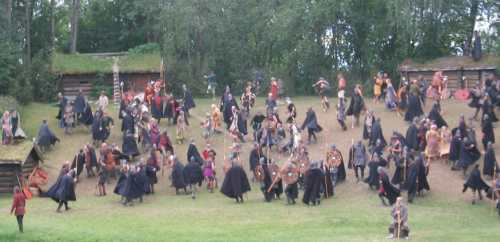
lI Dramma di Sant'Olav rappresenta la battaglia di Stiklestad

Nel XVIII secolo fu introdotta la cresima e le scuole. La patata fu introdotta nel 1770. Nel 1804, il Trondhjems amt fu diviso in due, con la parte settentrionale che divenne Nordre Trondhjems amt. Nel 1919, cambiò nome in Nord-Trøndelag. Nel 1838 furono creati i comuni e Nordre Trondhjems ne ricevette 18. Nel 1836, Levanger ricevette lo status di città-mercato, seguita da Namsos nel 1845 e Steinkjer nel 1857.
Nel 1851, gli incontri pubblici di Marcus Thrane provocarono rivolte che chiedevano un aumento dei diritti dei lavoratori. La prima segheria a vapore fu fondata a Spillum nel 1853 e la selvicoltura iniziò a diventare una professione, piuttosto che un lavoro a tempo parziale durante l'inverno. Dalla fine del XVIII secolo, le barche a vela iniziarono a circolare regolarmente lungo la costa e nel fiordo fino a Trondheim. La maggior parte delle risorse naturali erano di proprietà dei borghesi di Trondheim, poiché era necessaria la concessione reale per qualsiasi sfruttamento. Durante l'ultima metà dell'Ottocento, decine di migliaia di persone emigrarono nel Nord America, con alcune comunità che persero poco meno della metà della popolazione.
L'industrializzazione iniziò nel 1838 con piroscafi nel traffico regolare lungo la costa, e successivamente nel Trondheimsfjord e nello Snåsavatnet. Alla fine del diciannovesimo secolo, ebbe luogo la "grande trasformazione" norvegese, per cui l'economia passò dall'essere prevalentemente basata sull'autoproduzione a un commercio professionale. La Linea ferroviaria Meråker raggiunse Hell nel 1881 e nel 1905 la Linea Hell-Sunnan raggiunse Sunnan. Il primo volo decollò da Værnes nel 1914 e nel 1948 furono avviati i servizi di linea per Oslo.

## Popolazione

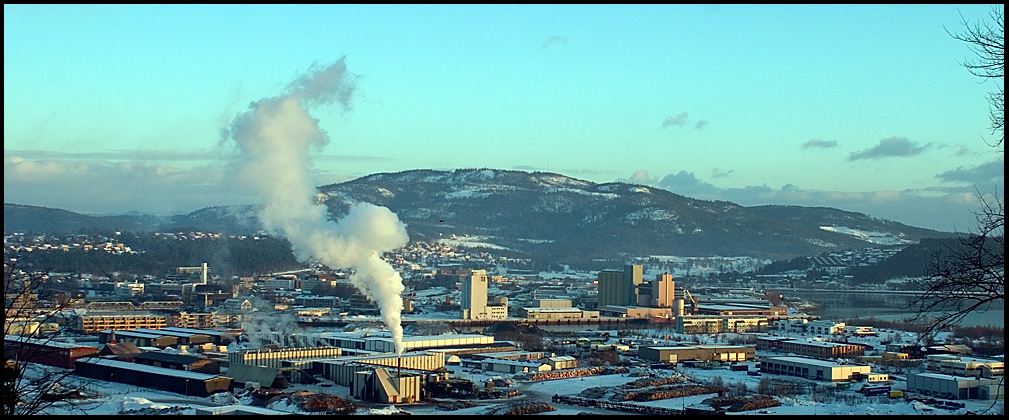
La capitale dell'ex-contea, Steinkjer

| Storico della popolazione | Storico della popolazione | Storico della popolazione |
| Anno                      | Pop.                      | ±%                        |
| ------------------------- | ------------------------- | ------------------------- |
| 1951                      | 109,948                   | —                         |
| 1961                      | 116,760                   | +6.2%                     |
| 1971                      | 117,998                   | +1.1%                     |
| 1981                      | 125,835                   | +6.6%                     |
| 1991                      | 127,226                   | +1.1%                     |
| 2001                      | 127,261                   | +0.0%                     |
| 2011                      | 132,140                   | +3.8%                     |
| Fonte: Statistics Norway. |                           |                           |

### Lingue
Il Trøndersk è un dialetto del norvegese che con lievi modifiche è parlato nel Trøndelag e nel Nordmøre. Il Trøndersk parlato nel Nord-Trøndelag è più ampio e più vicino all'antico norvegese rispetto a quello che viene parlato a Trondheim, con la lingua più ampia parlata nell'Innherred.
Circa 300 persone Sami, concentrate attorno a Snåsa, parlano la lingua Sami meridionale.

## Economia
Nel 2007, il Nord-Trøndelag aveva un prodotto interno lordo pro capite di 242.895 NOK e un reddito pro capite di 165.075 NOK, inferiore a qualsiasi altra contea norvegese dell'epoca.
L'agricoltura è più comune ad est del Trondheimsfjord, nelle parti inferiori di Indre Namdal e Nærøy. La contea ha il 10% della produzione agricola del paese e nessun'altra contea aveva una percentuale così alta di produzione agricola.
La pesca è un'importante industria lungo la costa, in particolare nello Ytre Namdal, e il Trondheimsfjord è il fiordo con il più alto rendimento in Norvegia.
Il 40% dell'ex contea è coperto da foreste, ma circa la metà di essa non è redditizia. Parti delle foreste sono preservate, compresa la foresta di abeti rossi costieri, l'unico posto in Europa in cui l'abete rosso cresce fino alla costa.

## Infrastrutture e trasporti
L'ex contea è attraversata dalle strade europee E6 ed E14, dall'"Autostrada della Costa" norvegese (Fylkesvei 17), che va da Bodø a Steinkjer, dalla ferrovia della linea Nordland, che collega Trondheim a Bodø, dalla suburbana Røros - Trondheim, dalla linea Meraker e dalla linea Namsos (Grong - Namsos).
Nell'ex contea è presente il terzo aeroporto della Norvegia, l'aeroporto di Trondheim, e due aeroporti regionali a Namsos e Rørvik.
Ci sono traghetti per auto e per passeggeri, l'Hurtigruten ferma a Rørvik.

## Comuni
La contea di Nord-Trøndelag era suddivisa in 24 comuni (kommuner):
- Flatanger (1 174)
- Fosnes (714)
- Frosta (2 467)
- Grong (2 416)
- Høylandet (1 279)
- Inderøy (5 938)
- Leka (595)
- Leksvik (3 496)
- Levanger (18 080)
- Lierne (1 503)
- Meråker (2 531)
- Mosvik (893)

- Namdalseid (1 749)
- Namsos (12 574)
- Namsskogan (919)
- Nærøy (5 154)
- Overhalla (3 493)
- Røyrvik (544)
- Snåsa (2 251)
- Steinkjer (20 477)
- Stjørdal (19 892)
- Verdal (13 900)
- Verran (2 644)
- Vikna (4 011)

(Dati del 1º gennaio 2006)